# 王平 (蜀漢)
王平（?—248年），字子均，巴西宕渠人，三國時期蜀漢重要將領，自曹軍投降劉備後成為北伐將領，官至鎮北大將軍，封安漢侯。

## 生平
王平少時在外家何氏生活，後改回本姓王。張魯投靠曹操後，異民族的巴西郡夷王杜濩、賨邑侯朴胡帶巴夷、賨民依附曹操，王平跟隨二人到雒陽，代理校尉职权。217年，王平隨曹操侵襲漢中，後來投降劉備，被拜為牙門將、裨將軍。

### 臨危自理
228年，蜀汉丞相諸葛亮發動第一次北伐，王平作為參軍馬謖的先鋒。到達街亭之後，馬謖放棄守城，上山紮營，舉動煩擾，王平多次勸諫馬謖，但馬謖不聽。之後馬謖被張郃打敗，眾軍各自逃亡，只有王平領著千人，鳴鼓自守，使張郃疑漢軍有伏兵不作追擊，於是王平集合分散的軍隊，向諸葛亮大軍處撤退。諸葛亮依軍法斬殺馬謖、張休及李盛，剝奪黃襲等人的兵權，而王平則因有作進諫而留為參軍，統領五部及營地之事，後再封為討寇將軍，封亭侯。

### 揮軍平剿
231年，漢軍第四次北伐，諸葛亮再出祁山，王平為無當軍軍監，駐守南圍。魏將張郃數萬大軍引軍進攻，王平堅守不動，張郃不能勝。
234年八月，漢軍第五次北伐，諸葛亮病死軍中，漢軍撤退，時大將魏延與長史楊儀相爭，軍心大亂，隨後魏延被王平所平定。不久，王平升任後典軍、安漢將軍，輔助車騎將軍吳懿駐紮漢中，兼任漢中太守。237年，再進封為安漢侯，代替吳懿督漢中。238年，大將軍蔣琬住於沔陽，以王平為前護軍，處理蔣琬府之事。243年，蔣琬還住涪城，拜王平為前監軍、鎮北大將軍，統理漢中。

### 忠勇嚴整
244年春，曹魏大将军曹爽率十多万步骑攻向汉川，前锋已到达骆谷。当时蜀汉镇北大将军王平守御汉中，守兵不满三万，众将大惊，有将领说：“今力不足以拒敌，听当固守汉、乐二城，遇贼令入，比尔间，涪军足得救关。”此计后来被姜维视为上上之计。但王平主张依先前魏延抵御魏军的“重门”之略，运用汉中崎岖地貌的地利优势阻止敌军，于是说：“非也。汉中与涪城相差千里。敌人得阳平关后，便为我军成祸害。现在宜先派遣护军将军刘敏、行参军武略中郎将杜祺在兴势山中安营，占据有利之地，多树旗帜，绵延百余里，制造守军比实际更多的假象。我亲自率军在刘敏之后，以防魏军经兴势山东的黄金谷分兵来袭；若敌人分军向黄金，我率千人亲自驻守，这样做，涪城之军就可到达，此计是上选。”护军刘敏也与王平有相同意向，遂立即实行。五月，魏军在兴势山受阻，又因补给线过长且运输动物几乎全部死亡，补给耗尽。
接著涪城及由成都出發的費禕之援軍相繼而至，逼得魏軍退還，就如王平之意。當時，鄧芝在東，馬忠在南，王平在北，為蜀漢守著各路關口，皆有威名。
汉军预备反攻不堪重负的入侵魏军，曹爽的参军杨伟意识到危险，求曹爽放弃行动立即撤军，但邓飏反对，不顾自己缺乏军事常识与杨伟争论。杨伟未能说服他们，愤然说：“邓飏、李胜败坏国家，可以处斩。”曹爽不悦，拒绝了两人的建议。太傅司马懿最初就反对此战，再不能忽视如此危险的境况，写信给夏侯玄以示即将到来的灾祸，并警告对方该注意到数年前曹操在汉中争夺战中几乎遭刘备完败。汉军牢牢控制兴势山，阻止魏军前进，一旦另一支汉军断其退路，曹爽和夏侯玄就没命负这个责任了。夏侯玄读信，意识到危险的处境。当时司马懿之子、散骑常侍新城乡侯司马昭被曹爽作为征蜀護军，副于夏侯玄。
王平出兵夜袭司马昭的军营，但司马昭指示不貿然出戰，隨后王平撤军。司马昭对夏侯玄说：“費禕据险距守，进军不能与之交战，攻之也不行，应该立刻回师，以后再作打算。”夏侯玄說服曹爽下令撤軍。郭淮估計形勢不利，率本部先撤，免於大敗。
248年，王平逝世。

## 家庭

### 母
- 何氏

### 子
- 王訓，王平之子。

## 評價
- 時人曰：「前有王（王平）、句（句扶），後有張（張翼）、廖（廖化）。」（《三國志·蜀書·黃李呂馬王張傳第十三》裴松之注引《華陽國志》）
- 陈寿《三國志》評曰：「黃權弘雅思量，李恢公亮志業，呂凱守節不回，馬忠擾而能毅，王平忠勇而嚴整，張嶷識斷明果，咸以所長，顯名發跡，遇其時也。」「是时，王平在北，马忠在南，邓芝在东，咸著威绩。」「王平忠勇而严整。」「平生长于戎旅，手不能书，所识不过十字，而口授作书，皆有意理，使人读史汉诸纪传，听之备知其大义，往往论说不失其指，遵履法度，言不戏谑。然性狭侵疑，为人自轻，以此为损焉。」，此指王平終年在軍中，認識的字不超過十個，便命人讀《史記》、《漢書》，即可略知大意，往往論說而不失其大義。為人遵守法度，不說戲言亦不嘲笑別人，從早朝到黃昏都能好好端坐，自律自重嚴整謹慎，是蜀漢後期常被託付重任的良將。但其性情狹隘，易起猜疑之心，又因出身卑微且是曹軍降將，所以為人自輕自卑是其缺點。
- 常璩：「果壮，警朗有思理。」（《三国志·蜀书·黄李吕马王张传第十三》）
- 郝经：「王平朴鲁，有大将之略。虎卧北境，键闭剑门。」（《续后汉书》）

## 艺术形象

### 《三國演義》
初為曹魏將領徐晃的副將，隨軍攻漢中，但不受徐晃重用并遭到排擠，最後投降蜀漢。後成為諸葛亮南征和北伐將領，諸葛亮多次任命重要任務給王平，諸葛亮逝世後，蔣琬推薦他到永安防守東吳。

### 影視
- 中國大陸 中國中央電視台電視劇《三國演義》（1994年）：崔岱
- 中國大陸電視劇《三國》（2010年）：王歡
- 中國大陸電視劇《大軍師司馬懿之軍師聯盟》（2017年）：郝荣光

## 延伸阅读
Module:Wikisource_further_reading第46行Lua错误：attempt to concatenate local 'id' (a nil value)
| 官衔        | 官衔                     | 官衔        |
| ----------- | ------------------------ | ----------- |
| 前任： 吳懿 | 蜀汉汉中都督 237年—248年 | 繼任： 胡濟 |